# Lemken
Lemken est un constructeur allemand de matériel agricole qui fabrique des outils de sol tel que des charrues, cultivateur, herse.
Son siège pour la France est situé à Boigny-sur-Bionne,.

## Historique et développement
Lemken est une entreprise familiale depuis sept générations.
En 1996, Lemken acquiert la société Hassia. En 2005, Lemken acquiert les sociétés RTS, basée à Meppen, et Jacoby, à Hetzerath. Ces deux sociétés permettent à Lemken d'être présent sur le marché des équipements de protection des cultures.
En 2022, Lemken a réalisé un chiffre d'affaires de 560 millions d'euros, dont 80 % à l'exportation. Lemken compte 30 implantations dans le monde, et emploie 1 773 personnes.